# Bari Foot-Ball Club 1908-1915
Questa voce raccoglie le informazioni riguardanti il Football Club Bari 1908 nelle competizioni dal 1908 al 1915.

## Organigramma societario
Area direttiva
- Presidente: Adolfo Angeli (dal 25 aprile 1908)
- Vice presidente: Frank (dal 25 aprile 1908)
- Consiglieri: Onofrio Terrevoli, Floriano Ludwig (dal 25 aprile 1908)
- Segretario: Arturo Randi (dal 25 aprile 1908)

Area tecnica
- Allenatore: ?

## 1908
La prima rosa storica.
| N. |                        | Ruolo | Calciatore               |
| -- | ---------------------- | ----- | ------------------------ |
|    | Stati Uniti (bandiera) | P     | Frank                    |
|    | Austria (bandiera)     | P     | Floriano Ludwig          |
|    | Inghilterra (bandiera) | D     | Barther                  |
|    | Svizzera (bandiera)    | D     | Giovanni Bach (capitano) |
|    | Italia (bandiera)      | C     | Nicola Attoma            |
|    | Svizzera (bandiera)    | C     | Carlo Roth               |
|    | Spagna (bandiera)      | C     | Labourdette              |

| N. |                     | Ruolo | Calciatore        |
| -- | ------------------- | ----- | ----------------- |
|    | Francia (bandiera)  | A     | Jovinet           |
|    | Svizzera (bandiera) | ?     | Gustavo Kühn      |
|    | Italia (bandiera)   | A     | Nicola Giordano   |
|    | Francia (bandiera)  | A     | Gazagne           |
|    | Italia (bandiera)   | A     | Arturo Randi      |
|    | Italia (bandiera)   | A     | Giovanni Tiberini |
|    | Italia (bandiera)   | ?     | Giuseppe Caroli   |
|    | Svizzera (bandiera) | ?     | Ziegler           |

## 1909-1910

### Rosa
| N. |                    | Ruolo | Calciatore        |
| -- | ------------------ | ----- | ----------------- |
|    | Austria (bandiera) | P     | Floriano Ludwig   |
|    | Italia (bandiera)  | D     | Umberto Boccianti |
|    | Italia (bandiera)  | ?     | Nicola Attoma     |
|    | Italia (bandiera)  | ?     | Buffalini         |
|    | Italia (bandiera)  | ?     | Giuseppe Caroli   |
|    | Italia (bandiera)  | ?     | Angelo Cramarossa |

| N. |                           | Ruolo | Calciatore              |
| -- | ------------------------- | ----- | ----------------------- |
|    | Italia (bandiera)         | ?     | Gallo                   |
|    | Svizzera (bandiera)       | ?     | Carlo Roth              |
|    | non conosciuta (bandiera) | ?     | Kuton                   |
|    | Italia (bandiera)         | ?     | Arturo Randi (capitano) |
|    | Italia (bandiera)         | A     | Giovanni Tiberini       |

### Risultati

#### Seconda Categoria

##### Andata
| Arbitro: | Clescovich (Napoli) |

|                                                        |           |                           |
| Poths 25’, 80 ca’ Scarfoglio 40’ Fallert 60 ca’ 70 ca’ | Marcatori | 10’ Tiberini 55 ca’ Randi |

##### Ritorno
| Bari 27 febbraio 1910 2ª giornata                                                             | Bari FBC  | 0 – 2                                                       | Naples |  |
| \| \| \| \| \| \| Marcatori \| vittoria al Naples, 2-0 a tavolino per forfait del FBC Bari \| |           |                                                             |        |  |
|                                                                                               |           |                                                             |        |  |
|                                                                                               | Marcatori | vittoria al Naples, 2-0 a tavolino per forfait del FBC Bari |        |  |

## 1910-1911

### Rosa
| N. |                   | Ruolo | Calciatore        |
| -- | ----------------- | ----- | ----------------- |
|    | Italia (bandiera) | P     | Nicola Jacobone   |
|    | Italia (bandiera) | D     | Umberto Boccianti |
|    | Italia (bandiera) | D     | Giuseppe Capozza  |
|    | Italia (bandiera) | D     | Nicola Attoma     |
|    | Italia (bandiera) | A     | Giovanni Tiberini |
|    | Italia (bandiera) | ?     | Luigi Bellomo     |
|    | Italia (bandiera) | ?     | Buffalini         |

| N. |                     | Ruolo | Calciatore             |
| -- | ------------------- | ----- | ---------------------- |
|    | Italia (bandiera)   | ?     | Angelo Cramarossa      |
|    | Italia (bandiera)   | ?     | Giuseppe De Benedictis |
|    | Italia (bandiera)   | ?     | Natale Loiacono        |
|    | Italia (bandiera)   | ?     | Antonio Lorusso        |
|    | Svizzera (bandiera) | ?     | Carlo Roth (capitano)  |
|    | Italia (bandiera)   | ?     | Luigi Ventura          |

## Risultati

### Seconda Categoria

#### Andata
| Arbitro: | Colombo (Milano) |

|                                       |           |                    |
| De Benedictis 25’ Roth 40 ca.’ (rig.) | Marcatori | 35’ Chaudoir 60’ ? |

#### Ritorno
| Arbitro: | Bayon (Genova) |

|                                                                                        |           |  |
| Chaudoir 18’ Ventura 21’ (aut.) Shephard 32’ Scarfoglio 42’ ? 47’ ? 85’ Steinegger 87’ | Marcatori |  |